# Bukowa (Schlesische Beskiden)
Der Bukowa ist ein Berg in Polen. Mit einer Höhe von 713 m ist er einer der niedrigeren Berge  im Równica-Kamm in den Schlesischen Beskiden. Der Gipfel gehört zum Gemeindegebiet von Wisła. Zur Zeit der Gegenreformation in den habsburgischen Landen fanden in den Wäldern des Berges geheime protestantische Messen statt. 

## Tourismus
- Auf den Gipfel führen keine markierten Wanderwege.